# Brachymenium saint-pierrei
Brachymenium saint-pierrei är en bladmossart som beskrevs av Thériot 1931. Brachymenium saint-pierrei ingår i släktet Brachymenium och familjen Bryaceae. Inga underarter finns listade i Catalogue of Life.